# Вефер, Вальтер (генерал)
Вальтер Вефер (нем. Walther Wever; 11 ноября 1887 — 3 июня 1936) — немецкий офицер, один из создателей люфтваффе, генерал-лейтенант.
Отец аса люфтваффе, также Вальтера Вефера (1923—1945).

## Биография
15 марта 1905 г. вступил в 10-й гренадерский полк. С 1 октября 1912 года — адъютант батальона. Участник Первой мировой войны на Западном фронте, с 20 декабря 1914 года — адъютант 21-й пехотной бригады. С июня 1916 года — на штабных должностях, зарекомендовал себя талантливым тактиком и организатором. С октября 1917 года — адъютант генерала Эриха Людендорфа.
После демобилизации немецкой армии принят на службу в 100-тысячный рейхсвер; пользовался уважением главнокомандующего генерала Ханса фон Секта; служил на разных штабных должностях. С 1 октября 1924 — командир роты 4-го пехотного полка, с 1 февраля 1927 — референт Имперского военного министерства, с 19 октября 1929 — командир батальона 12-го пехотного полка. 1 октября 1931 вновь переведен в Имперское военное министерство, с 1 марта 1932 — начальник отдела военно-учебных заведений. Считался одним из самых талантливых и перспективных офицеров Генштаба.

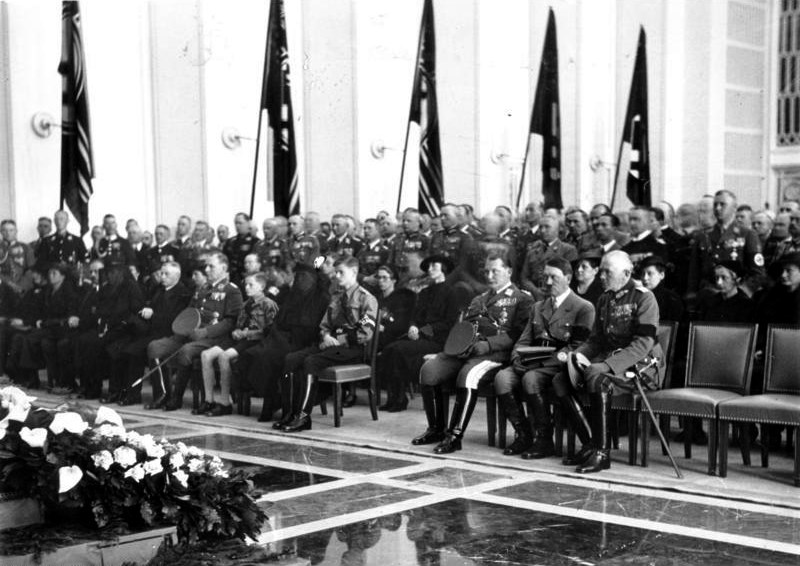
Похороны генерал-лейтенанта Вефера, погибшего в результате крушения самолёта He-70 (Берлин, 6 июня 1936).

При создании люфтваффе 1 сентября 1933 г. был переведен из сухопутных войск в Имперское министерство авиации, где 1 сентября 1933 г. занял пост начальника Командного управления — прообраза Генштаба люфтваффе (преобразован в Генштаб уже после смерти Вефера 1 августа 1936 г.). Разработал концепцию развития военной авиации. Настоял на создании тяжёлой бомбардировочной авиации дальнего радиуса действия. Благодаря настойчивости Вефера в 1936 году начались испытания машин Junkers Ju 89 и Dornier Do 19.
Умел стоять в стороне от интриг, царивших в руководстве Люфтваффе, и находить общий язык со многими. Как убежденный нацист утверждал, что будущие ВВС либо будут нацистскими, либо не будут существовать вообще.

## Смерть
3 июня 1936 года, после выступления перед курсантами Дрезденского военно-воздушного училища, Вефер должен был лететь в Берлин. Пилот не справился с управлением и, врезавшись в землю, самолёт взорвался.
После смерти Вефера его детище — 4-моторный бомбардировщик дальнего радиуса действия — не был запущен в производство, в результате чего уральский промышленный район СССР оказался вне зоны действия люфтваффе.

## Звания
- Фанен-юнкер (15 марта 1905)
- Фанен-юнкер-унтер-офицер (18 августа 1905)
- Фенрих (18 ноября 1905)
- Лейтенант (18 августа 1906)
- Обер-лейтенант (19 февраля 1914)
- Гауптман (18 июня 1915)
- Майор (1 февраля 1926)
- Оберст-лейтенант (1 апреля 1930)
- Оберст (1 февраля 1933)
- Генерал-майор (1 октября 1934)
- Генерал-лейтенант (1 апреля 1936)

## Награды
- Железный крест 2-го и 1-го класса
- Орден «За заслуги» (Бавария) 4-го класса с мечами
- Орден Альберта (Саксония), рыцарский крест 1-го класса с мечами
- Орден Фридриха (Вюртемберг), рыцарский крест 1-го класса
- Крест «За военные заслуги» (Мекленбург-Шверин)[нем.] 2-го класса
- Крест «За заслуги на войне» (Мекленбург-Стрелиц)[нем.] 2-го класса
- Крест «За военные заслуги» (Брауншвейг) 2-го и 1-го класса
- Орден дома Саксен-Эрнестине, рыцарский крест 2-го класса
- Крест «За военные заслуги» (Австро-Венгрия) 3-го класса с военным отличием
- Галлиполийская звезда (Османская империя)
- Королевский орден дома Гогенцоллернов, рыцарский крест с мечами
- Почетный крест ветерана войны с мечами
- Медаль «За выслугу лет в Вермахте» 4-го, 3-го, 2-го и 1-го класса (25 лет)
- Знак «Лётчик-наблюдатель» в золоте с бриллиантами (11 ноября 1935)

## Чествование памяти

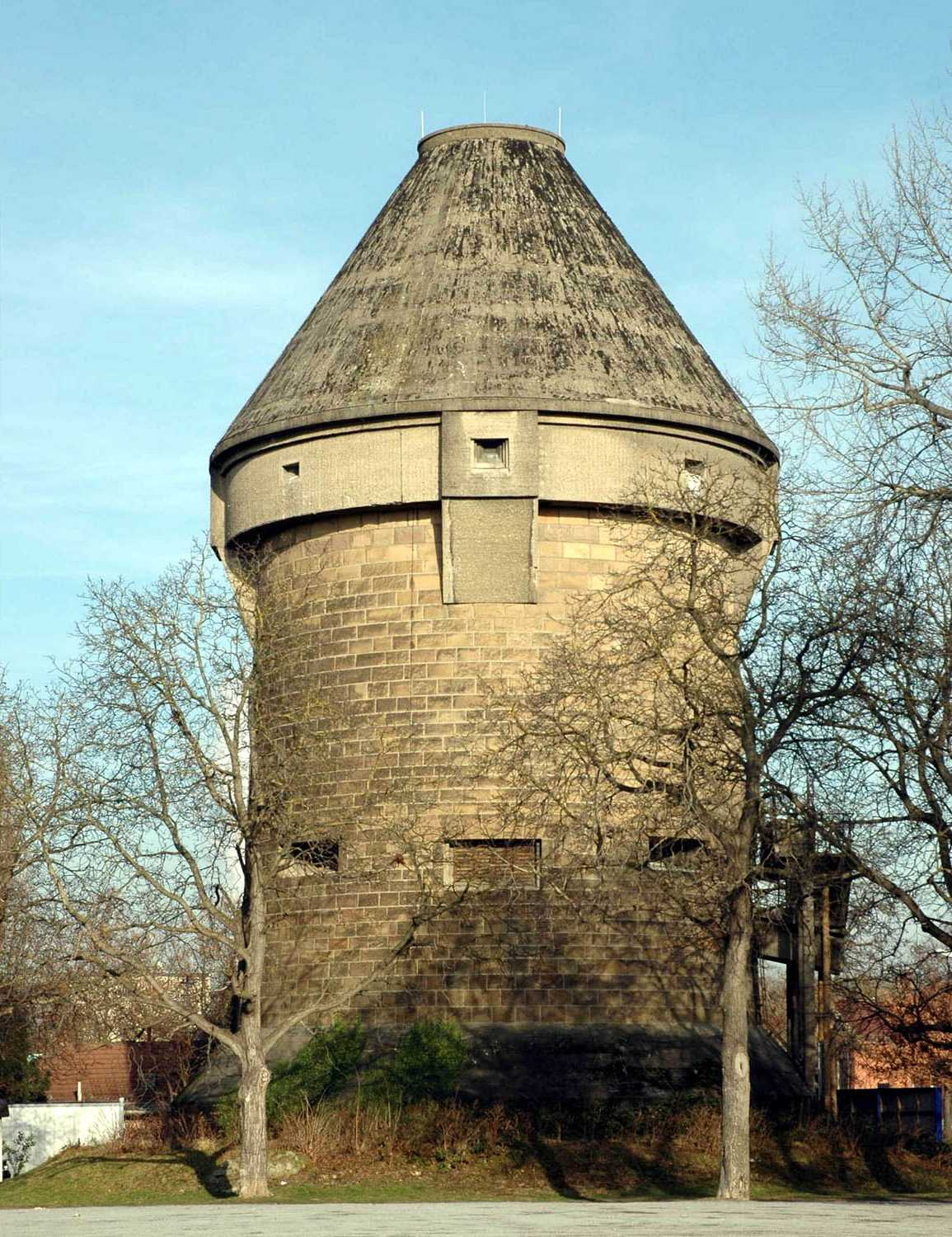
Терезианская башня (ранее — башня генерала Вефера).

Имя Вефера носят улицы в многочисленных немецких городах, а также казармы в Ганновере и Райне. Ранее его имя носили казармы в Потсдаме и Мюнхене, а также башня в Хайльбронне (сегодня — Терезианская башня).